# Oscillatoria
Oscillatoria es un género de cianobacterias de la familia Oscillatoriaceae, incluido antiguamente en la división Cyanophyta, que junto con la división Prochlorophyta formaban un grupo de procariotas autótrofos.
Actualmente se considera que las antes llamadas algas procarióticas están más relacionadas, desde un punto de vista filogenético con las bacterias que con las algas eucarióticas. Por ello se incluye dentro del filo (o división) Cyanobacteria de bacterias fotosintéticas, de color verde azulado, que viven en agua dulce. 
Son organismos móviles que se deslizan en forma oscilatoria; de ahí el nombre.